# Kreditmanagement
Unter Kreditmanagement (englisch credit management) versteht man im Finanzwesen das Management von Krediten und Darlehen jeder Art. Bei Nichtbanken gibt es als Pendant das Forderungsmanagement (oder Debitorenmanagement genannt).

## Allgemeines
Wirtschaftssubjekte, die im Finanzwesen Kreditmanagement betreiben, sind Kreditinstitute, Kreditversicherungen oder Exportkreditversicherungen. Dort nehmen Kredite (Kredit- und Geldleihe einschließlich notleidender Kredite), Eventualverbindlichkeiten und Kreditderivate als Kreditportfolio meist den größten Anteil an Bilanzsumme oder Geschäftsvolumen ein und sind damit das bedeutendste Finanzrisiko in Form des Kredit- und Erfüllungsrisikos.

## Organisation und Aufgaben
Das Kreditmanagement stellt in der Aufbauorganisation eine Organisationseinheit (Abteilung) und eine Funktion im Unternehmen dar. Wegen der erforderlichen Funktionstrennung nach § 25a KWG gehört das Kreditmanagement zur Marktfolge.
Das Kreditmanagement beginnt bereits vor der Kreditgewährung mit der Bearbeitung des Kreditantrages einschließlich Kredit- und Beleihungsunterlagen sowie anschließender erstmaliger und künftiger permanenter Kreditwürdigkeitsprüfung des Kreditnehmers durch die Kreditanalyse. Auch die Kreditentscheidung ist (teilweise) im Kreditmanagement angesiedelt; wegen der Funktionstrennung trifft es als Marktfolge ein eigenständiges Votum neben der Marktseite gemäß BTO 1.1 Tz. 1 MaRisk.
Es übernimmt fener die Vertragsgestaltung der Kreditverträge einschließlich der Zahlungsbedingungen und überwacht deren Einhaltung (fristgerechte Zahlung von Kreditzins und Tilgung, Sicherheitenbewertung). Das Kreditmanagement befasst sich mit allen Krediten, bei der Kreditüberwachung stehen die Verlustrisiken im Vordergrund. Die Kreditnehmer werden permanent einem Rating oder Kreditscoring unterzogen. Unter Kreditmanagement werden manchmal auch alle Maßnahmen des Risikomanagements zwecks Risikominderung und Risikovermeidung subsumiert (Risikocontrolling).

## Ziele
Das Kreditmanagement hat die Unternehmensziele (meist Gewinnmaximierung) zu erfüllen. Zu diesem Zweck setzt es sich Subziele wie beispielsweise durch Maßnahmen der Risikobewältigung. Hierzu gehören die Risikominderung (etwa durch Kürzung der Kreditlinien), die Risikodiversifikation (durch Branchenmix oder Aufrechterhaltung der Granularität unter Vermeidung von Klumpenrisiken), Risikokompensation (durch Hereinnahme/Erhöhung von Kreditsicherheiten, Credit Default Swaps), Risikovermeidung (durch Kredithandel) oder Vermeidung eines Zahlungsausfallrisikos durch Verhinderung von Zahlungsrückständen. Diese Subziele dienen der Verhinderung oder Minimierung eines gewinnschmälernden Forderungsverlusts.
Ziel des Kreditmanagements ist nicht in jedem Fall die Minimierung des Ausfallrisikos, da etwa eine Reduzierung von Kreditlimits zwar zu geringeren Ausfällen führt, aber auch einen Rückgang der ertragbringenden Kreditinanspruchnahmen zur Folge hat.

## Kreditmanager
Der Kreditmanager ist die Funktion, die innerhalb des Kreditmanagements ausgeübt wird. Er ist der Repräsentant des Kreditinstituts unter anderem bei Vertragsverhandlungen mit Kreditnehmern. Auch außerhalb des Finanzwesens setzt sich die Berufsbezeichnung als Kreditmanager etwa im Rahmen des Debitorenmanagements durch. Der im April 2002 gegründete Bundesverband Credit Management (BvCM; bis April 2011: Verein für Credit Management e.V.) bietet in Zusammenarbeit mit der Hochschule Bochum (University of Applied Sciences) seit März 2003 Qualifizierungsmaßnahmen zum Certified Credit Manager und Certified Credit Controller an. Auch in der Schweiz wird durch den Verein für Credit Management Schweiz eine ähnliche Qualifikation seit dem Jahr 2013 angeboten.

## Abgrenzung
Die Begriffe Kreditmanagement und Forderungsmanagement (Debitorenmanagement) werden in der Fachliteratur sehr uneinheitlich verwendet und nicht selten als Synonyme angesehen. Manchmal wird das Kreditmanagement lediglich als organisatorischer Teil des Forderungsmanagements eingeordnet. Das Debitorenmanagement betrifft bei Nichtbanken die Debitoren, also Lieferantenkredite, und hat zur Aufgabe, die Bonität der Debitoren zu überwachen und für das Inkasso zu sorgen. Das Kreditmanagement betrifft dagegen das Kreditgeschäft im Finanzwesen.